# Micropsitta meeki
Papagaio-pigmeu-de-meek ou papagainho-de-peito-amarelo (Micropsitta meeki) é uma espécie de papagaio da família Psittacidae.
É endémica da Papua-Nova Guiné.